# Bánh lá
Le bánh lá, qui signifie littéralement « gâteau de feuilles », est une catégorie de bánh, ou gâteaux vietnamiens, qui consiste en une parcelle d'une variété de riz farcie de certaines garnitures et enveloppée dans une ou plusieurs feuilles.

## Variantes
- Bánh bột lọc - gâteau de manioc fourré aux crevettes[1].
- Bánh chưng
- Bánh dừa - riz gluant mélangé à de la pâte de haricots noirs cuite dans du jus de noix de coco, enveloppé dans une feuille de coco. La garniture peut être des haricots mungo sautés dans du jus de coco ou de la banane.
- Bánh gai - fait à partir des feuilles de l'arbre gai (boehmeria nivea) séchées, bouillies, broyées en petits morceaux, puis mélangées à du riz gluant, enveloppées dans une feuille de bananier. La garniture est faite d'un mélange de noix de coco, haricot mungo, cacahuètes, melon d'hiver, sésames et graines de lotus.
- Bánh giầy - gâteau de riz gluant blanc, plat et rond, à la texture coriace et moelleuse, fourré de haricot mungo ou servi avec de la saucisse vietnamienne (giò lụa).
- Bánh giò - boulettes de pâte de riz en forme de pyramide remplies de porc, d'échalote et de champignon d'oreille de bois, enveloppées dans une feuille de bananier.
- Bánh ít
- Bánh ít lá gai - boulettes triangulaires enveloppées dans une feuille de ramie, similaires aux zongzi chinois.
- Bánh ít tro - utilisé lors de la fête des bateaux-dragons (en vietnamien : Tết Đoan Ngọ).
- Bánh khoái
- Bánh nậm - boulette plate de farine de riz de Hue, enveloppée dans une feuille de bananier.
- Bánh nếp
- Bánh phu thê - littéralement « gâteau du mari et de la femme » ; gâteau sucré à base de farine de riz ou de tapioca et de gélatine, fourré de pâte de haricots mungo ; également orthographié bánh xu xê).
- Bánh tẻ
- Bánh tét
- Bánh tro et bánh ú utilisés lors de la fête des bateaux-dragons (en vietnamien : Tết Đoan Ngọ).